# 墨脱楼梯草
墨脱楼梯草（学名：Elatostema medogense）是荨麻科楼梯草属的植物，为中国的特有植物。分布于中国大陆的西藏等地，生长于海拔1,900米的地区，见于山地林下，目前尚未由人工引种栽培。

## 异名
- Elatostema medogense W. T. Wang var. oblongum W. T. Wang